# Mecynotarsus bordonii
Mecynotarsus bordonii là một loài bọ cánh cứng trong họ Anthicidae. Loài này được Uhmann miêu tả khoa học năm 2004.